# Alexandra Barré
Alexandra Barré (nacida Alexandra Sándor, Budapest, 29 de enero de 1958) es una deportista canadiense, de origen húngaro, que compitió en piragüismo en la modalidad de aguas tranquilas. Es madre de la también piragüista Mylanie Barré.
Participó en los Juegos Olímpicos de Los Ángeles 1984, obteniendo dos medalla: plata en la prueba de K2 200 m y bronce en K4 500 m.

## Palmarés internacional
| Juegos Olímpicos | Juegos Olímpicos             | Juegos Olímpicos  | Juegos Olímpicos |
| Año              | Lugar                        | Medalla           | Competición      |
| ---------------- | ---------------------------- | ----------------- | ---------------- |
| 1984             | Los Ángeles (Estados Unidos) | Medalla de plata  | K2 500 m         |
| 1984             | Los Ángeles (Estados Unidos) | Medalla de bronce | K4 500 m         |